# Composition XIV
Composition XIV (en néerlandais : Compositie XIV) est un tableau cubiste de Piet Mondrian conservé au Musée Van Abbe d'Eindhoven (Pays-Bas).
C'est une peinture à l'huile sur toile. Le tableau a été peint en 1913.

## Description
C'est une structure de petites lignes verticales et horizontales noires qui forment de nombreux plans rectangulaires. Les couleurs présentes sont le marron, le gris et le jaune.
Cette œuvre correspond à un art plastique pur, de moyens simples et d'application universelle. Mondrian a développé un style formaliste abstrait à partir de la décomposition géométrique du cubisme. 